# Zádušní dub v Poděbradech
Zádušní dub v Poděbradech byl památný strom - dub letní, který rostl v Poděbradech na pravém břehu Labe mezi plavební komorou a soutokem Labe s Cidlinou, v těsném sousedství promenádní cesty a cyklostezky (současně tudy vede naučná stezka Skupice – Huslík). Číslo parcely je 3632..
Dub byl poškozen při opravě cyklostezky a houbou napadený velikán se 14. srpna 2010 vyvrátil z kořenů. K červnu 2017 je však dub stále vyznačen na mapách a také je veden v databázi AOPK bez uvedení data zrušení ochrany..

## Základní údaje
- název: Zádušní dub v Poděbradech
- výška (před vyvrácením): neuvedena
- obvod (před vyvrácením): 475 centimetrů[1]
- věk: kolem 180 let[2]
- nadmořská výška: asi 187 metrů
- záník: 14. srpna 2010 vyvrácením po dřívějším poškození při opravě cyklostezky[2]
- umístění: Středočeský kraj, okres Nymburk, obec Poděbrady

## Poloha, popis a stav stromu
Zádušní dub se nacházel na pravém břehu Labe, zhruba ve čtvrtině promenádní cesty (současně cyklostezky) z centra Poděbrad k soutoku Labe s Cidlinou, asi 650 metrů jihovýchodně od Topolu u Skupice, který roste blízko počátku této cesty a přibližně 2,4 kilometru severozápadně od soutoku.
Šlo o nejstarší (kolem 180 let) památkově chráněný strom v Poděbradech, ochrana byla vyhlášena již v roce 1978. Šlo o nádherný strom, považovaný za symbol symbol Poděbrad. Po vyvrácení stromu v roce 2010 byl kmen rozřezán a postupně odstraněn. V roce 2017 se v těsném sousedství cyklostezky stále nachází vyvrácený pařez, dokládající původní mohutnost stromu.,  Ochrana stromu byla zrušena 16.02.2024.

## Další památné stromy v Poděbradech
V nepříliš vzdáleném okolí se nachází několik dalších památných stromů.
- Topol černý 1 a Topol černý  2: rostou na opačném (levém) břehu Labe nedaleko mostu a od původního stanoviště zádušního dubu jsou vzdáleny asi 1,2 resp. 1,1 kilometru přibližně severozápadním směrem.
- Topol u Skupice roste na stejném (pravém) břehu Labe, nedaleko ulice Na kopečku, na začátku promenády a současně cyklotrasy k soutoku Labe s Cidlinou a dále do Libice nad Cidlinou.
- Dub u golfu: roste na východním okraji Poděbrad, v areálu golfového hřiště, u druhé jamky, od pozůstatků zádušního dubu je vzdálen necelých 600 metrů východním směrem.
- Dub v lázeňském parku: roste v lázeňském parku, před lázeňskou poliklinikou.
- Dub u gymnázia: na mapách nazývaný též dub u školy roste ve Studentské ulici v zahradě gymnázia. Po zániku zádušního dubu jde s odhadovaným věkem 160 let o nejstarší památný strom v Poděbradech, výška je 26 metrů, obvod kmene 465 centimetrů.[1], [2]
- Tis za kulturním střediskem: 12 metrů vysoký tis roste v ulici Na Valech na okraji lázeňského parku za obchodním domem.

## Fotogalerie

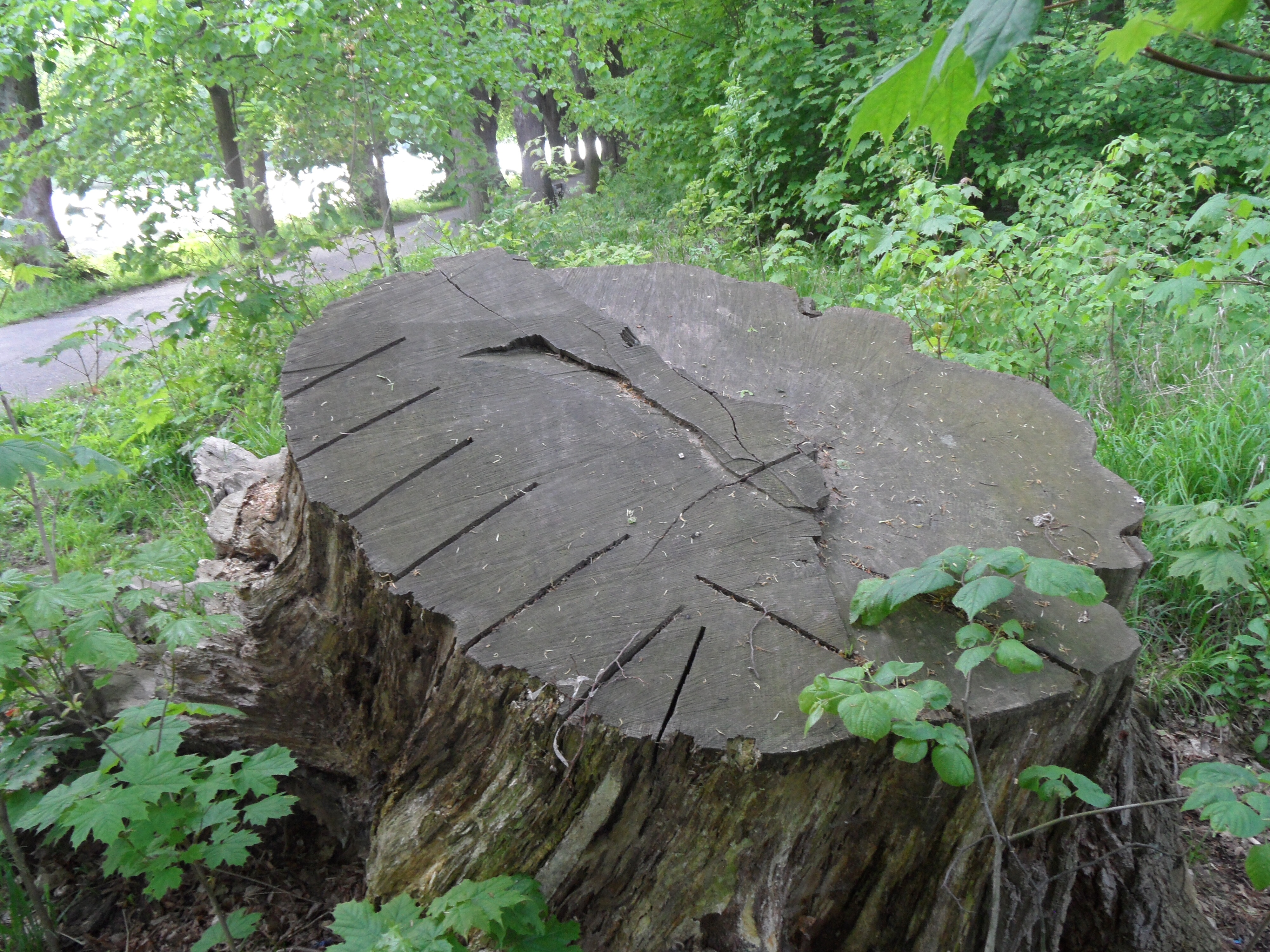
Vyvrácený pařez shora
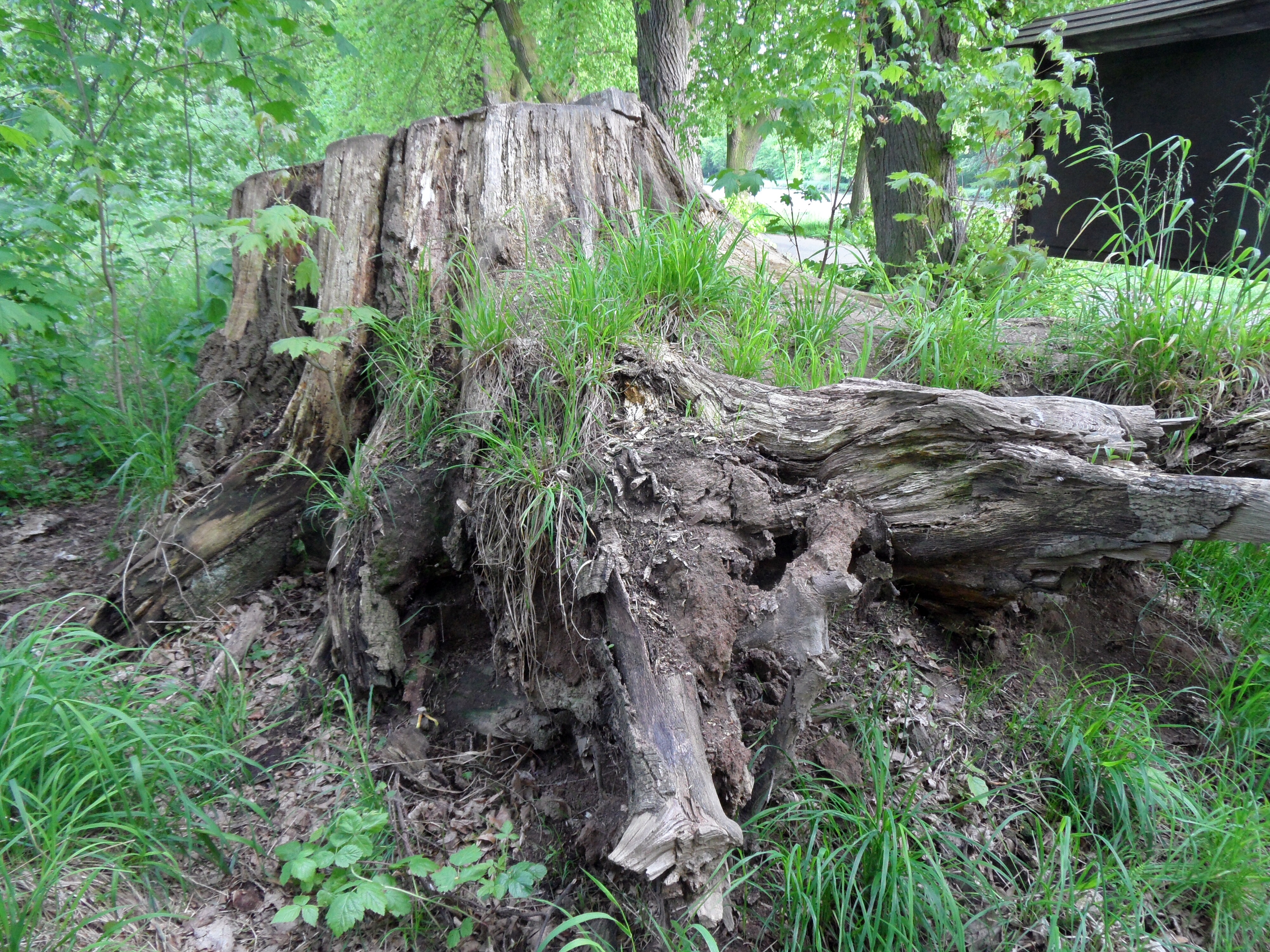
Vyvrácené zbytky, pohled od lesa